# Wilhelm Rinck von Baldenstein
Wilhelm Rinck von Baldenstein (* 1566; † 23. Oktober 1628 in Porrentruy) war von 1608 bis 1628 Bischof von Basel.

## Leben
Wilhelm entstammt der Bündner Adelsfamilie Ringg von Baldenstein. Sein Vater Georg Rinck von Baldenstein war Vogt des Abts von St. Gallen, seine Mutter Anastasia Blarerer von Wartenstein war eine Schwester des Basler Bischofs Jakob Christoph Blarer von Wartensee.
Sein Onkel schickte ihn zum Studium an die Jesuiten-Universität in Dillingen, nach Würzburg und Dijon. Wilhelm wurde 1589 Domherr, 1600 Domkustos und anschliessend Domdekan in Basel. Am 19. Mai 1608 wählte ihn das Domkapitel zum Nachfolger seines Onkels als Bischof von Basel, die päpstliche Bestätigung erfolgte am 4. Februar 1609. Der päpstliche Nuntius in der Schweiz, Ladislao d’Aquino, weihte ihn am 22. Juli 1609 in der Jesuitenkirche von Porrentruy zum Bischof.
Rinck von Baldenstein erneuerte 1610 das Bündnis mit den katholischen eidgenössischen Kantonen, das sein Vorgänger 1576 geschlossen hatte. Wenige Jahre später schloss sich das Bistum der Katholischen Liga an. Als die Truppen Ernst von Masfelds 1621 den Oberelsass verwüsteten, gewährte Wilhelm den aus Hagenau und Molsheim geflohenen Jesuiten Zuflucht in Porrentruy. Zum Schutz der Stadt wurde Porrentruy befestigt und nahm eine Garnison auf. Die Einquartierung kaiserlicher Truppen konnte durch hohe Geldzahlungen abgewendet werden. Rinck von Baldenstein setzte die von seinem Onkel begonnenen Reformen und die Rekatholisierung der Diözese fort. Im Süden des Juras musste er auf Druck Berns seine Priester zurückziehen, eine Unterstützung der katholischen Kantone blieb aus, jedoch konnte die Rekatholisierung des Birsecks 1627 abgeschlossen werden. Verhandlungen mit Besançon über einen Gebietstausch, der Porrentruy zur Diözese Basel gebracht hätte, scheiterten. Wilhelm förderte die Jesuiten und Kapuziner. Er berief 1619 Ursulinen nach Porrentruy und betraute sie mit der Mädchenerziehung. Am Jesuitenkolleg errichtete er eine Stiftung. Nach seinem Tod am 23. Oktober 1628 wurde er an der Seite seines Onkels in der Jesuitenkirche in Porrentruy beigesetzt.